# Rosay, Seine-Maritime
Rosay är en kommun i departementet Seine-Maritime i regionen Normandie i norra Frankrike. Kommunen ligger i kantonen Bellencombre som tillhör arrondissementet Dieppe. År 2022 hade Rosay 272 invånare.

## Befolkningsutveckling
Antalet invånare i kommunen Rosay
| Referens: INSEE |